# ヒロシマ (バンド)
ヒロシマ（Hiroshima）は、1974年に日系アメリカ人3世のメンバーにより結成された、アメリカのフュージョン・バンド。名前は広島市に由来する。
彼等のルーツである、日本楽器の琴や和太鼓を取り入れたりと、邦楽等、オリエンタル・ワールドミュージックを意識した曲を得意とする。

## バイオグラフィ
1974年に結成。オリジナル・メンバーは、リーダーのダン・クラモト（サックス、フルート、キーボード）、ジュン・クラモト（琴）、ジョニー・モリ（和太鼓/パーカッション）、ダニー・ヤマモト（キーボード、ドラム）。ジュンのみが埼玉県生まれで、幼少の頃、ロサンゼルスに移り住む。
アリスタ・レコードより、1979年にセルフタイトル・アルバムでデビュー。1980年代初期にはエピック・レコードよりアルバムをリリース。日本でもフュージョン・ブームが相まって、THE SQUARE（現・T-SQUARE）とのジョイント・コンサートも行った。彼等の楽曲は1989年公開の映画『スタートレックV 新たなる未知へ』にも使われ、マイルス・デイヴィスの1990年のツアーの前座を務めた時が、彼等の最盛期と言え、それ以降はニューエイジ・ミュージックの流れにより、より広い層のオーディエンスを得るようになる。
1990年代はクインシー・ジョーンズが主宰するクウェスト・レコードに在籍。1999年にウィンダム・ヒル・レコードでアルバムを残したあと、2000年代はテラーク傘下のヘッズ・アップよりアルバムをリリース。2011年には自主レーベルよりアルバムをリリースした。

## ディスコグラフィ

### アルバム
- 『HIROSHIMA』 - Hiroshima (1979年、Arista)
- 『ODORI〜HIROSHIMA II』 - Odori (1980年、Arista)
- 『サード・ジェネレーション』 - Third Generation (1983年、Epic)
- 『アナザー・プレイス』 - Another Place (1985年、Epic)
- 『GO』 - Go (1987年、Epic)
- 『EAST』 - East (1989年、Epic)
- 『プロヴィデンス』 - Providence (1992年、Epic)
- 『L.A.』 - L.A. (1994年、Qwest)
- Urban World Music (1996年、Qwest)
- Between Black and White (1999年、Windham Hill)
- The Bridge (2003年、Heads Up)
- Spirit of the Season (2004年、Heads Up)
- Obon (2005年、Heads Up)
- Little Tokyo (2007年、Heads Up)
- Departure (2011年、Hiroshima)
- J-Town Beat (2013年、CD Baby/Hiroshima)
- Songs with Words (2015年、CD Baby/Hiroshima)